# Rahim Ademi
Rahim Ademi (* 30. ledna 1954) je bývalý chorvatský armádní generál kosovskoalbánského původu.

## Život
Ademi se narodil a vyrůstal ve vesnici Karač u Vučitrnu v Jugoslávii (dnešní Kosovo). V roce 1976 vystudoval Jugoslávskou vojenskou akademii v Bělehradě a byl přidělen na stanici v Rogoznici u Šibeniku v Chorvatsku, kde se oženil a měl dvě děti.
V roce 1986 ho Vojenský soud v Sarajevu odsoudil za kontrarevoluční činy a albánský iredentismus, ale po roce a půl ve vězení Nejvyšší vojenský soud souhlasil s jeho odvoláním a zprostil ho viny. Další roky sloužil jako důstojník v Sinji až do roku 1990, kdy začala válka v Chorvatsku a on dezertoval z Jugoslávské lidové armády, aby pomohl vytvořit formace chorvatské armády.
Oficiálně nastoupil na ministerstvo vnitra v roce 1991 a později se stal součástí sil chorvatské armády během chorvatské války za nezávislost. V letech 1992 až 1993 jako brigádní generál velel chorvatským vojenským jednotkám v oblasti Sinj se zvláštní odpovědností za přehradu Peruća. V roce 1993 byl přidělen do funkce podvelitele vojenského okruhu Gospić, ale později téhož roku byl zbaven služby po kontroverzní operaci Medacká kapsa. Později sloužil jako podvelitel vojenského okruhu Split a za své úspěchy běhen operace Bouře v roce 1995 byl povýšen na brigádního generála. Zde zůstal až do roku 1999, kdy byl převelen na místo asistenta vrchního inspektora ozbrojených sil v Záhřebu.
V roce 2001 Mezinárodní trestní tribunál pro bývalou Jugoslávii (ICTY) Ademího obvinil ze zločinů proti lidskosti, které byly údajně spáchány na chorvatských Srbech v medacké kapse. Původně byl ve vazbě soudu, ale později mu bylo dovoleno připravit si obhajobu na svobodě. V listopadu 2005 v souladu se svou strategií dokončení postoupil ICTY případ Ademi-Norac chorvatské justici. Soudní líčení začalo 18. června 2007 před zvláštní lavicí zemského soudu v Záhřebu, kterému předsedal soudce Marin Mrčela.
Ademi tvrdil, že ho chorvatská vláda pod mezinárodním tlakem v roce 1993 zprostila služby v Gospići, aby z něj udělala obětního beránka, spíše než aby „namočila“ velící důstojníky Janka Bobetka, Mirko Norace a Mladena Markače. Tvrdil, že ho Tribunál chtěl k výslechu již v roce 1998, ale vláda mu nedovolila odpovědět na jejich otázky. 30. května 2008 byl záhřebským krajským soudem zproštěn odpovědnosti za zvěrstva spáchaná na srbských zajatcích chorvatskými jednotkami během operace Medacká kapsa.
V březnu 2010 potvrdil Nejvyšší soud Chorvatska osvobozující rozsudek nad Ademim.
Během kampaně pro prezidentské volby 2014-15 Ademi pracoval jako koordinátor pro Ivo Josipoviće.